# Hilltop Hoods

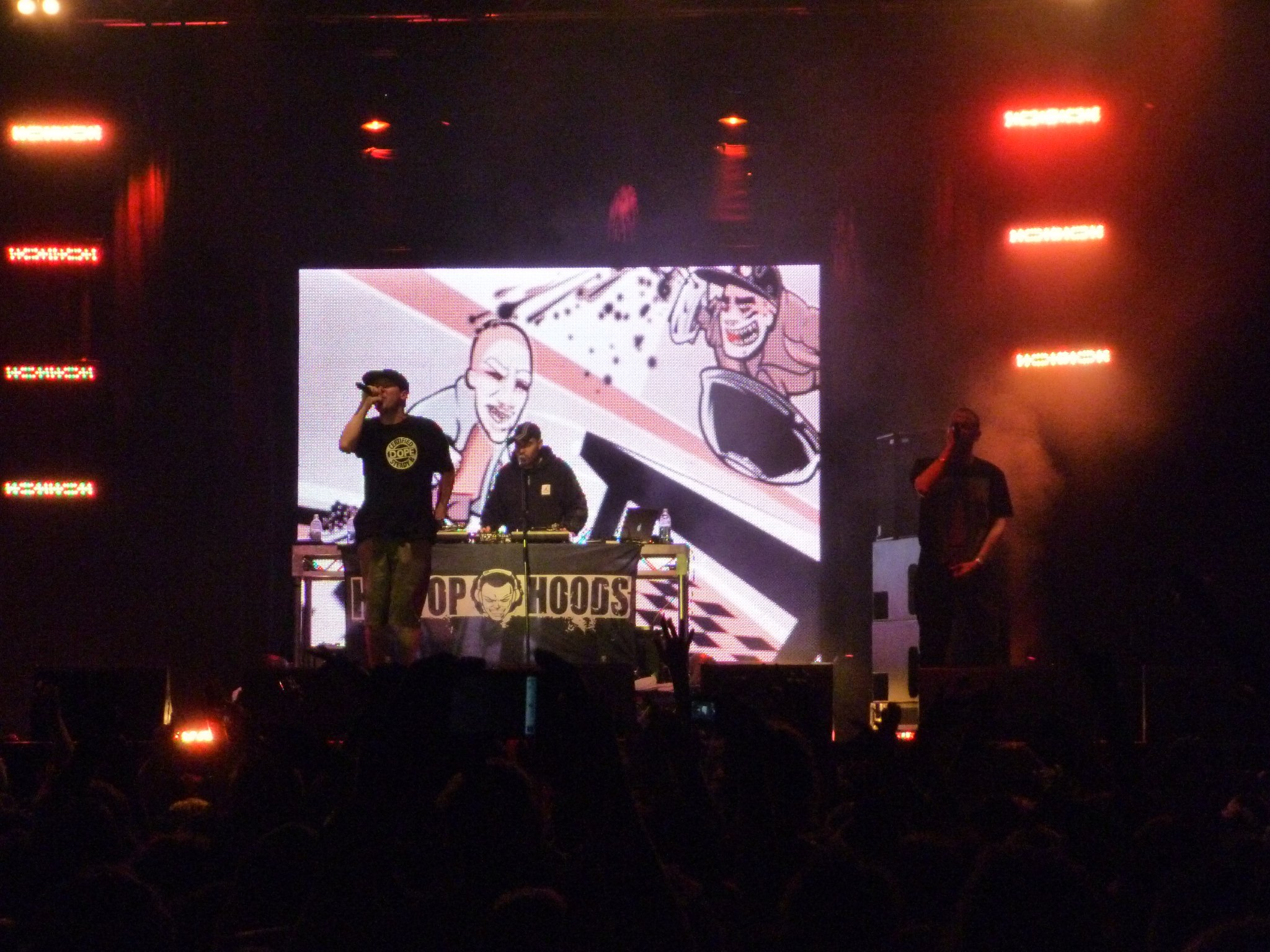
Hilltop Hoods 2009

Hilltop Hoods is een Australische hiphopgroep, die in 1991 werd opgericht. Hun albums The Hard Road en State of the Art bereikten de eerste plaats in de ARIA Charts.

## Samenstelling
- Matt Lambert (Suffa)
- Daniel Smith (MC Pressure)
- Barry Francis (DJ Debris)

## Discografie
- Back Once Again (1997, ep)
- A Matter Of Time (1999)
- Left Foot, Right Foot (2001)
- The Calling (2003)
- The Hard Road (2006)
- The Hard Road: Restrung (2006, remixalbum)
- State of the Art (2009)
- Drinking From The Sun (2012)
- Walking Under Stars (2014)
- Drinking From The Sun, Walking Under The Sun - Restrung (2016)

The Great Expanse (2019)